# Tympanogaster bryosa
Tympanogaster bryosa är en skalbaggsart som beskrevs av Perkins 2006. Tympanogaster bryosa ingår i släktet Tympanogaster och familjen vattenbrynsbaggar. Inga underarter finns listade i Catalogue of Life.